# MRNA-1273
A mRNA-1273 - ou simplesmente Vacina Contra COVID-19 da Moderna - é uma vacina anti-covid-19 desenvolvida pela Moderna Therapeutics.
Ela é baseada na tecnologia mRNA (RNA mensageiro) e foi a segunda a ser aprovada nos Estados Unidos para uso emergencial.
Para a imunização, é necessária a aplicação de duas doses. O resultado de estudos preliminares na Fase III dos testes indicou uma eficiência duradoura, ficando em torno de 93% após a segunda dose.

## Histórico
Em janeiro de 2020, a Moderna anunciou o desenvolvimento de uma vacina para prevenir a covid-19, tendo as primeiras doses do produto sido enviadas para o Instituto Nacional de Alergia e Doenças Infecciosas (NIAID) e para o Instituto Nacional de Saúde (NIH) em fevereiro para serem analisadas.
O estudo da Fase I iniciou em março e foi feito em parceria com o NIAID, prevendo a vacinação de 45 adultos saudáveis.

Em maio começou a Fase II dos testes, com a vacinação de 600 adultos saudáveis, divididos em dois grupos: de 18 a 55 anos e acima de 55 anos.

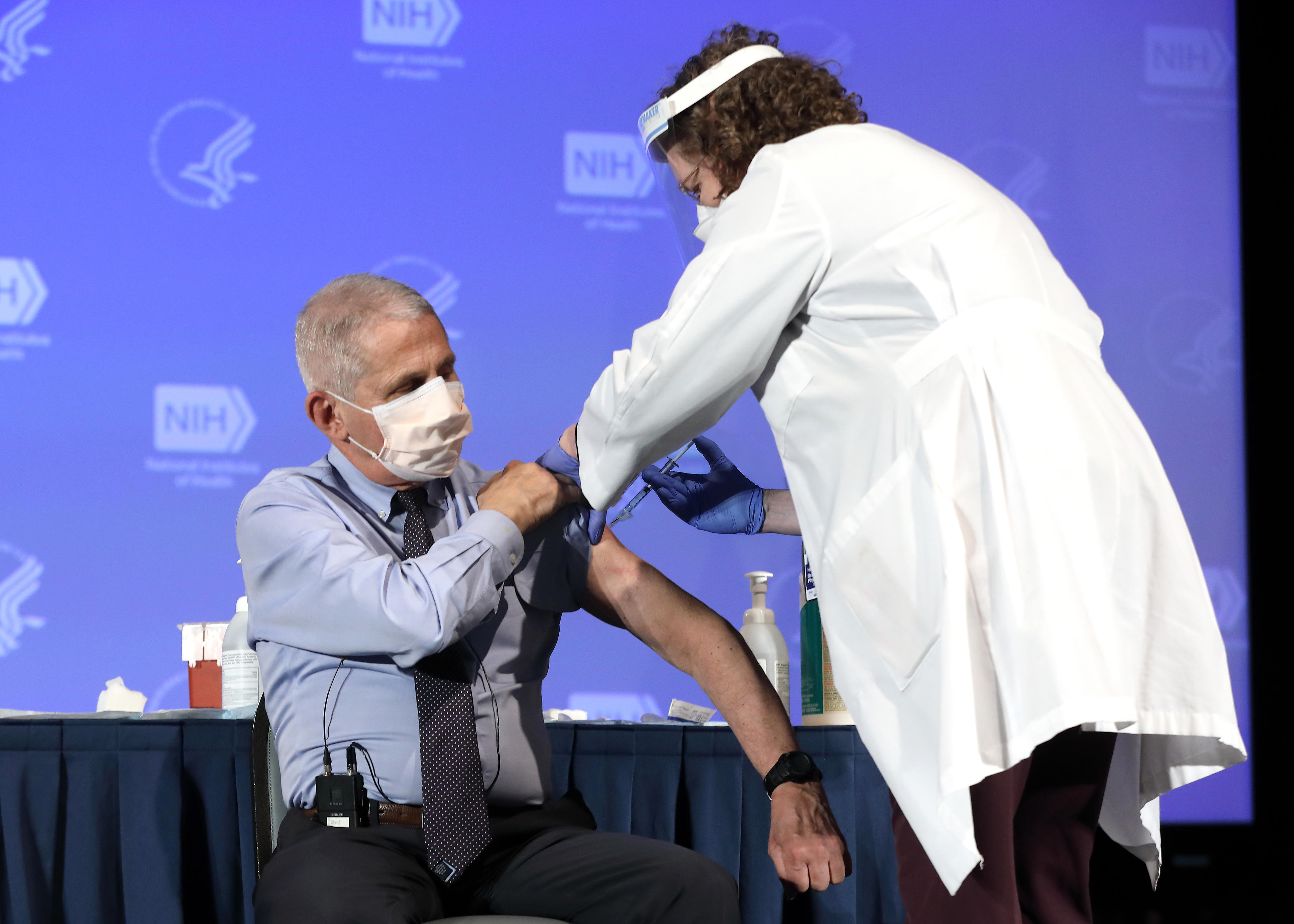
Anthony Fauci, Diretor do Instituto de Alergias dos EU, recebe a vacina em 22 de dezembro

Os estudos da Fase III incluíram 30 mil voluntários, parte dos quais eram do "grupo do placebo" para fins comparativos.

Em agosto, a empresa fechou um acordo com o governo dos Estados Unidos para o fornecimento de 100 milhões de doses do imunizante. Posteriormente países como o Reino Unido, Singapura e Canadá também fecharam contratos com a empresa.

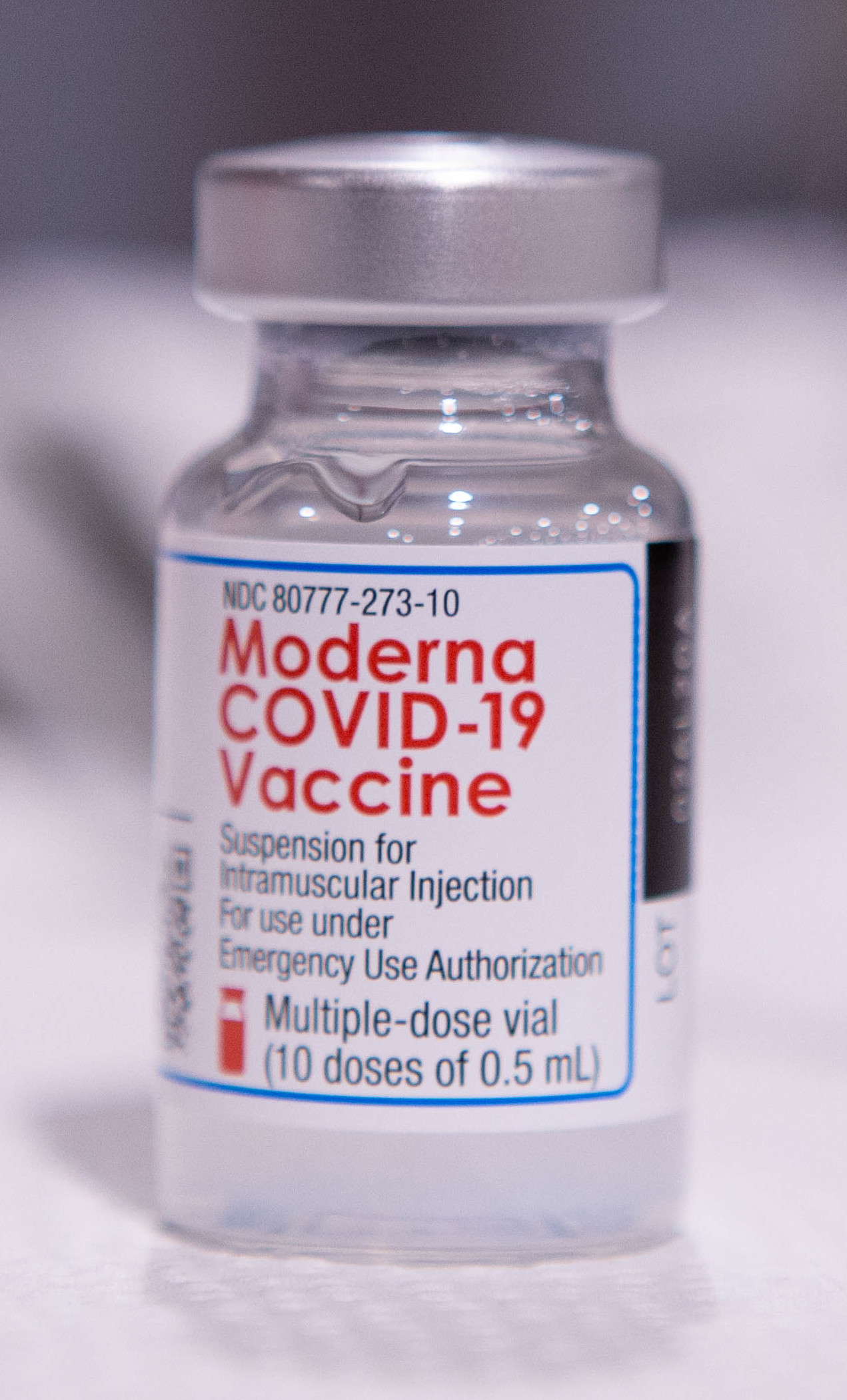
Frasco da vacina

80 milhões vacinas (160 milhões de doses) também foram encomendadas pela União Europeia em dezembro de 2020.

## Eficácia inicial
Em 30 de novembro a Moderna anunciou que a eficácia da vacina era de 94,1%. A empresa também anunciou que o imunizante havia prevenido 100% os casos de covid-19 grave.
Em dezembro, no entanto, um estudo do New England Journal of Medicine (NEJM) indicou que os anticorpos poderiam decair com o passar do tempo, o que foi considerado normal.

## Posologia e forma de aplicação
São necessárias duas doses de 0,5 ml cada, com intervalo de 30 dias. A aplicação é intramuscular.

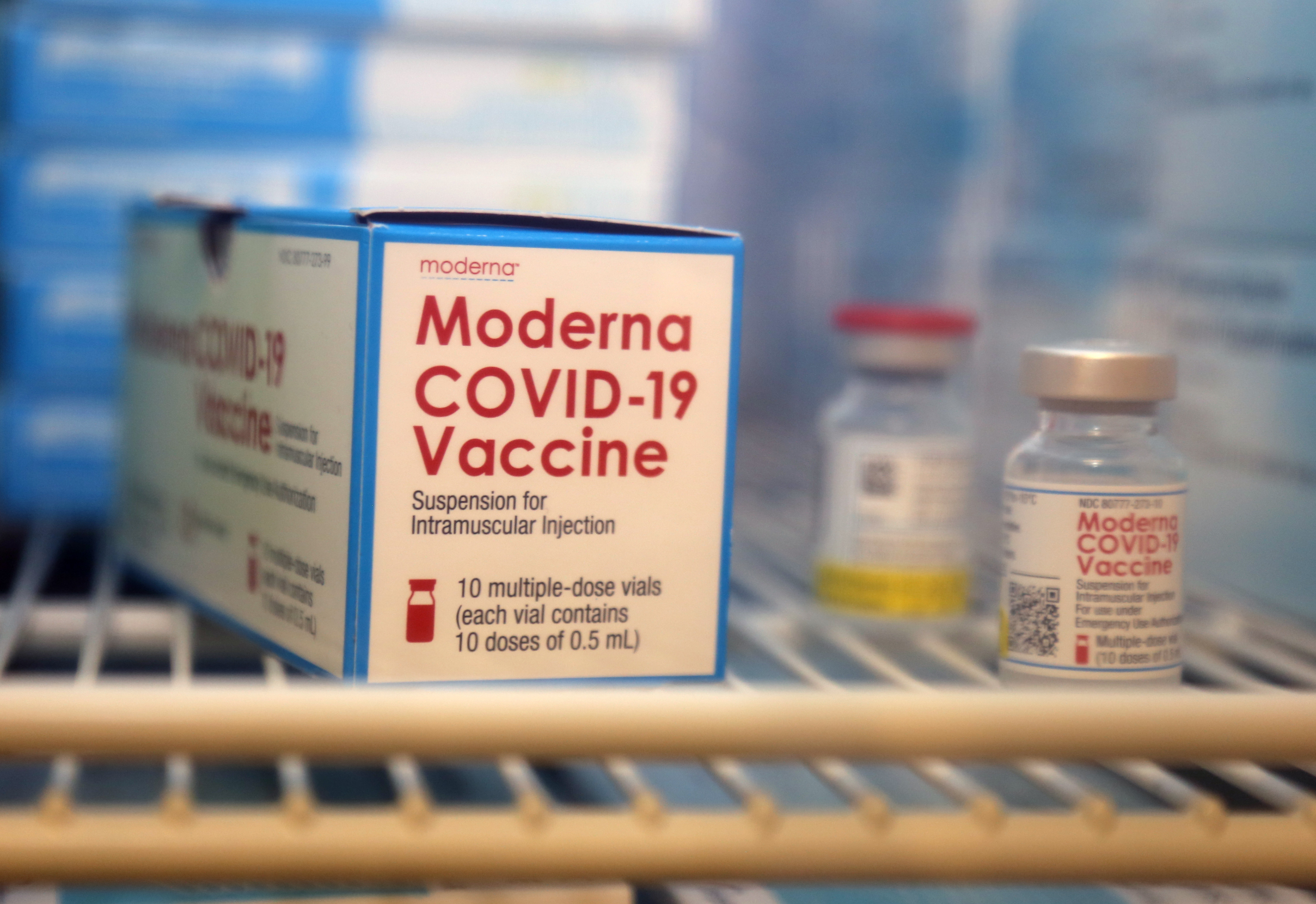
Armazenamento da vacina requer refrigeração

## Armazenamento
Devido à sua tecnologia, o imunizante precisa ficar estocado em geladeiras que mantenham temperaturas de  -25º a -15ºC. Por até 30 dias a vacina pode ficar armazenada entre 2°e 8°C e por até 24 horas entre 8° e 25°C.
Ela não pode ser recongelada.

## Reações adversas e contraindicações
As reações adversas mais comuns nos testes incluíram dor no local da aplicação, fadiga, mialgia, dor de cabeça e eritema/vermelhidão no local da injeção.
A vacina não pode ser aplicada em quem tem histórico de reações alérgicas graves ou em imunodeprimidos.

## Autorização para uso emergencial
No dia 18 de dezembro de 2020, a mRNA-1273 foi a segunda vacina a ser aprovada nos Estados Unidos para uso emergencial.
Já o Canadá autorizou o uso do imunizante no dia 23 de dezembro.